# Costantino I di Bulgaria
Costantino I di Bulgaria (in bulgaro Константин I? o Константин Тих), chiamato Costantino I Tikh (prima metà del XIII secolo – 1277) è stato un sovrano bulgaro che fu imperatore di Bulgaria dal 1257 al 1277.
Salito al potere subentrando a Mico Asen, Costantino guidò l'Impero bulgaro in una fase storica durante la quale l'Impero bizantino si trovava in uno stato di frammentazione a seguito della quarta crociata. Per rafforzare la sua posizione, Costantino strinse un'alleanza con il vicino Impero di Nicea sposando Irene, una figlia di Teodoro II e membro dell'importante famiglia dei Lascaris.
All'inizio del suo regno, il suo esercito invase il Banato di Severin, facente capo al regno d'Ungheria, suscitando l'indignazione di Béla IV. Ciò provocò una reazione da parte dei magiari, i quali si impossessarono di Vidin, un'importante città dell'Impero bulgaro. Inoltre, aggredirono la regione del Basso Danubio, lasciando la gestione della Bulgaria nord-occidentale a Rostislav Michajlovič (genero di Béla), il quale aveva rivendicato la Bulgaria negli anni precedenti.
Quando Michele VIII salì al trono dell'Impero bizantino nel 1261, Costantino vi entrò in guerra e la Bulgaria perse numerose terre a favore dei suoi due principali nemici, i bizantini e l'Ungheria. In seguito, quando i tatari iniziarono ad attaccare i romei, Costantino decise di coalizzarsi con loro contro Michele VIII, senza però riuscire a surclassarlo.
Dopo che Stefano d'Ungheria prevalse nella guerra civile ungherese, ricominciò ad attaccare la Bulgaria e sconfisse l'esercito di Costantino. A metà e alla fine del 1260, l'esercito magiaro saccheggiò Tărnovo ed espugnò le fortezze sul Danubio. In seguito, Costantino venne ferito e rimase paralizzato dalla vita in giù. Poiché il sovrano era divenuto paralitico, Costantino non riuscì a impedire all'Orda Nogai di saccheggiare la Bulgaria. Peggiorando ulteriormente la sua situazione, l'ultima parentesi del suo regno coincise con un'instabilità economica e la fallita repressione della rivolta di Ivailo, il quale uccise Costantino e lo spodestò.

## Biografia

### Primi anni
Costantino Tih era un ricco boiardo (nobile) bulgaro i cui possedimenti si trovavano nella regione di Sofia o di Skopje. Costantino dichiarò nel suo atto di fondazione del monastero di San Giorgio presso Skopje che Stefano Nemanja di Serbia era suo nonno. Lo storico bizantino Giorgio Pachimere lo descrive come un «mezzo serbo»; è probabile che egli fosse imparentato con la dinastia dei Nemanjić per parte di madre o di padre. Se fosse quest'ultimo il caso, suo padre Tih avrebbe potuto essere il figlio del fratello di Nemanja, Ticomiro, come affermato dallo storico Srđan Pirivatrić. Quest'ultimo, al pari di altri studiosi, ha sostenuto inoltre che Costantino avrebbe potuto essere stato un figlio o un nipote del boiardo bulgaro Giovanni Ticomiro, il quale esercitava la sua autorità su Skopje alla fine del XII secolo. Se Costantino fosse stato invece imparentato con la casa reale serba attraverso sua madre, quest'ultima doveva essere una figlia o una nipote di Nemanja.

## Regno

### Ascesa
Costantino Tih salì al trono bulgaro dopo la morte di Michele II Asen, ma le circostanze relative alla sua ascesa restano oscure. Michele Asen fu assassinato da suo cugino Colomanno alla fine del 1256 o all'inizio del 1257. Dopo poco tempo anche Colomanno fu ucciso e scomparve così ogni discendente di sesso maschile della dinastia Asen.
Rostislav Michajlovič, duca di Macsó e suocero di Michele e Colomanno, allo stesso modo del boiardo Mico, cognato di Michele, rivendicarono il trono della Bulgaria. Rostislav si impossessò di Vidin, mentre Mico si impadronì della Bulgaria sud-orientale; nessuno dei due pretendenti riuscì tuttavia ad assicurarsi l'appoggio dei boiardi situati nella capitale Tărnovo. Questi ultimi si offrirono di sottomettersi a Costantino, il quale accettò di buon grado la proposta.
Il nuovo sovrano divorziò dalla prima moglie (il cui nome è sconosciuto) e sposò Irene Lascaris nel 1258. Quest'ultima era figlia di Teodoro II, imperatore di Nicea, e di Elena Asen, una figlia di Ivan Asen II di Bulgaria. Il matrimonio con una discendente della famiglia reale bulgara rafforzò la sua posizione, tanto che egli stesso si spinse a farsi chiamare a corte come Costantino Asen. Il matrimonio consentì inoltre di suggellare un'alleanza tra la Bulgaria e Nicea, la quale fu confermata uno o due anni dopo, quando lo storico e funzionario bizantino Giorgio Acropolita giunse a Tărnovo.

### Conflitto con l'Ungheria
Rostislav Michajlovič invase la Bulgaria con l'assistenza dell'Ungheria nel 1259. L'anno successivo, Rostislav lasciò il suo ducato per unirsi alla campagna del suocero, Béla IV d'Ungheria, contro la Boemia. Approfittando dell'assenza di Rostislav, Costantino fece irruzione nei suoi domini e rioccupò Vidin. Egli inviò anche dei soldati ad attaccare il Banato di Severin, ma il comandante ungherese e palatino Lorenzo respinse gli invasori.
L'invasione bulgara nelle terre di Severin suscitò l'indignazione di Béla IV. Poco dopo aver concluso un trattato di pace con Ottocaro II di Boemia nel marzo del 1261, le truppe ungheresi aggredirono la Bulgaria sotto il comando del figlio ed erede di Béla IV, Stefano. Gli invasori catturarono Vidin e assediarono Lom, sul Basso Danubio, ma non riuscirono a spingere Costantino a esporsi e a impegnarsi in una battaglia campale, poiché questi preferì ritirarsi nella capitale Tărnovo. L'esercito ungherese lasciò la Bulgaria prima della fine dell'anno, ma la campagna restituì a Rostislav la supremazia sulla Bulgaria nord-occidentale.

### Guerra con l'Impero bizantino

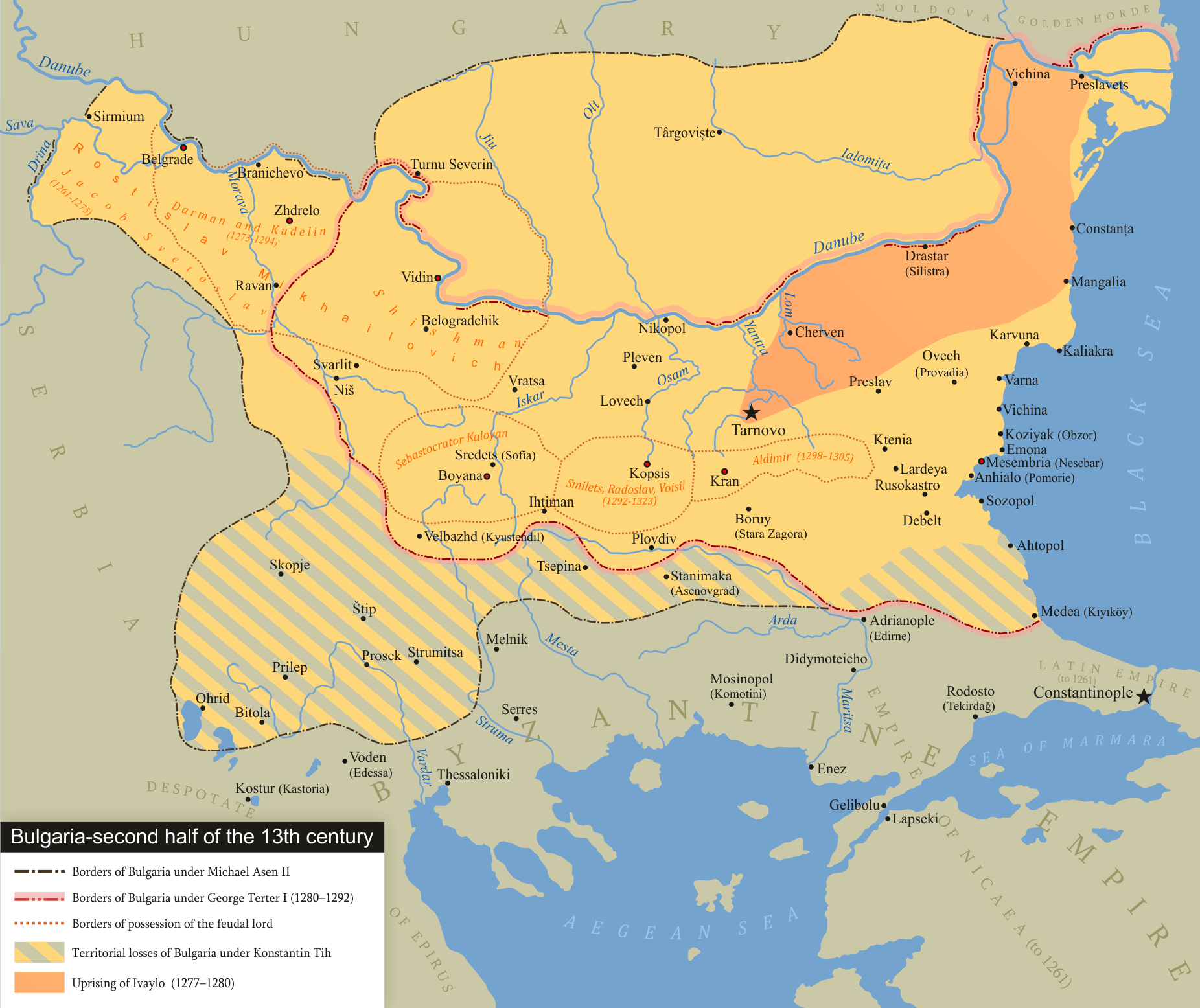
La Bulgaria nel 1260 circa

Il cognato di Costantino, Giovanni IV Lascaris, fu detronizzato e accecato dal suo precedente tutore e co-reggente, Michele VIII Paleologo, prima della fine del 1261. L'esercito di Michele VIII aveva occupato Costantinopoli già nel mese di luglio, evento che, a seguito di questo colpo di stato, lo rese l'unico sovrano del restaurato Impero bizantino. Questa rinascita mutò l'equilibrio geopolitico sussistente tra le potenze della penisola balcanica. Inoltre, la moglie di Costantino decise di vendicarsi della mutilazione del fratello e lo convinse a vedere Michele come una minaccia.
Mico, il quale ancora esercitava la sua autorità nel sud-est della Bulgaria, si alleò con i bizantini, mentre un altro potente nobile, Giacobbe Svetoslav, al comando della regione sud-occidentale, aveva giurato fedeltà a Costantino. Approfittando di una guerra in corso tra l'Impero bizantino, la Repubblica di Venezia, il Principato d'Acaia e il Despotato d'Epiro, Costantino invase la Tracia e catturò Stanimaka e Filippopoli (odierne Asenovgrad e Plovdiv) nell'autunno del 1262. In quel contesto, anche Mico fu costretto a fuggire in Mesembria (oggi Nesebar). Dopo che Costantino cinse d'assedio la città, Mico chiese aiuto ai romei, offrendosi di consegnare loro il possesso di Mesembria in cambio di grandi possedimenti terrieri nell'Impero bizantino. Michele VIII accettò la proposta e inviò il generale Michele Ducas Glabas Tarcaneiote ad aiutare Mico nel 1263.
Un secondo esercito bizantino fece il suo ingresso in Tracia e riconquistò sia Stanimaka sia Filippopoli. Dopo aver sottratto Mesembria a Mico, Glabas Tarcaneiote continuò la sua campagna lungo il Mar Nero e occupò Agatopoli, Sozopoli e Anchialo (odierna Pomorie Nel frattempo, la flotta bizantina assunse il controllo della città di Vicina e di altri porti localizzati lungo il delta del Danubio. Glabas Tarcaneiote attaccò Giacobbe Svetoslav, il quale poté resistere soltanto grazie all'assistenza degli ungheresi, a cui Svetoslav si era sottomesso.
Come conseguenza della guerra scoppiata con i romei, alla fine del 1263, la Bulgaria perse importanti terre a favore dei suoi due principali nemici, l'Impero Bizantino e l'Ungheria. Costantino non poté far altro che chiedere aiuto ai tartari dell'Orda d'Oro per porre fine al suo isolamento. I khan tartari avevano esercitato la propria supremazia sui monarchi bulgari per circa due decenni, malgrado soltanto formalmente. Nello stesso momento in cui Costantino pianificava le sue prossime decisioni nel tentativo di ribaltare l'esito del conflitto, un sultano di Rum destituito, Kaykaus II, il quale era stato imprigionato per ordine di Michele VIII, fece diffondere la notizia secondo cui egli desiderava ardentemente riconquistare il suo trono con l'aiuto dei tartari. Poiché uno dei suoi zii era un importante comandante dell'Orda d'Oro, l'intervento di questo ultimo e la promessa di grandi ricchezze convinsero i tartari a invadere l'Impero bizantino al fianco dei bulgari. Secondo lo storico bizantino Niceforo Gregora, Kaykaus strinse dei contatti pure con Costantino, offrendogli molto denaro se fosse giunto a liberarlo.
Migliaia di tartari attraversarono il Danubio inferiore ghiacciato per invadere l'Impero bizantino alla fine del 1264. Costantino si unì presto a loro, malgrado non fosse in condizioni di salute ideali perché di recente caduto da cavallo e con una gamba rotta. La coalizione tartaro-bulgara scagliò un attacco a sorpresa contro Michele VIII mentre era questi di ritorno dalla Tessaglia verso Costantinopoli, ma essi non riuscirono a fare prigioniero l'imperatore. Costantino assediò la fortezza bizantina di Ainos (odierna Enez, in Turchia), costringendo i difensori alla resa. I romei si offrirono a quel punto di liberare Kaykaus, che presto partì alla volta dell'Orda d'Oro, ma la sua famiglia rimase prigioniera anche in seguito.

### Crisi e ultimi anni
L'alleanza di Costantino con i tartari rafforzò la sua posizione, considerando che ad esempio Giacobbe Svetoslav accettò nuovamente la sovranità bulgara. Approfittando della guerra civile scoppiata in Ungheria, Giacobbe Svetoslav invase anche il Banato di Severin. La guerra civile ungherese si concluse con la spartizione del regno tra Béla IV e Stefano nel marzo del 1266. Stefano lanciò una campagna militare contro la Bulgaria e si riappropriò di Vidin in giugno. Costantino tentò di apporre un’adeguata resistenza, ma gli ungheresi sconfissero il suo esercito e saccheggiarono la regione di Tărnovo. I magiari espugnarono Pleven e altre fortezze sul Danubio, costringendo Giacobbe Svetoslav a rendere nuovamente omaggio a Stefano. Da allora Giacobbe Svetoslav viene definito «imperatore di Bulgaria» negli atti reali ungheresi.

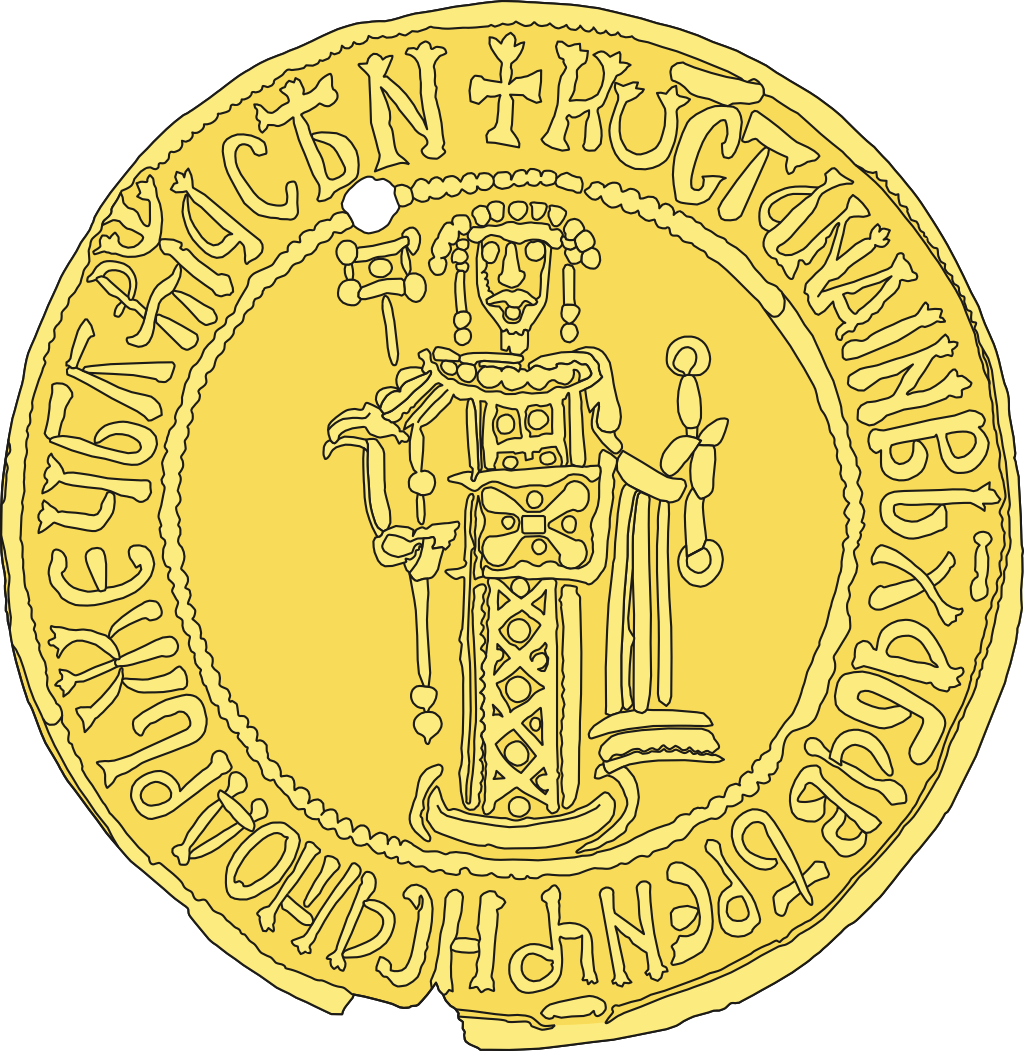
Sigillo aureo di Costantino Asen. L'iscrizione in bulgaro recita: «+Konstantin, in Cristo Dio, zar fedele e autocrate dei bulgari, Asen»

Carlo I d'Angiò e Baldovino II, l'imperatore latino di Costantinopoli detronizzato, stipularono un'alleanza anti-bizantina nel 1267 con la firma del trattato di Viterbo. Per evitare che la Bulgaria aderisse a questa coalizione, Michele VIII offrì sua nipote, Maria Paleologa Cantacuzeno, al vedovo Costantino nel 1268. L'imperatore si impegnò inoltre a restituire Mesembria e Anchialo alla Bulgaria come dote se lei avesse dato alla luce un figlio. Costantino sposò Maria, ma Michele VIII non mantenne la promessa e non rinunciò alle due città dopo la nascita di un figlio maschio avuto della coppia, tale Michele. Indignato per il tradimento dell'imperatore, Costantino inviò degli emissari da Carlo d'Angiò a Napoli nel settembre 1271. I negoziati proseguirono negli anni successivi, circostanza la quale dimostra che Costantino era disposto a sostenere Carlo contro i bizantini.
Costantino invase la Tracia nel 1271 o 1272, ma Michele VIII convinse Nogai, la figura dominante nel territorio più occidentale dell'Orda d'Oro, a invadere la Bulgaria. I tartari saccheggiarono il paese, costringendo Costantino a tornare e a rinunciare alle sue pretese sulle due città contese. Nogai stabilì la sua capitale a Isaccea, vicino al delta del Danubio, in maniera tale da poter così attaccare facilmente la Bulgaria.
Costantino stava patendo conseguenze ancora più serie derivanti dalla caduta di cavallo riportata tempo prima, tanto da non essere più auto-sufficiente perché paralizzato dalla vita in giù. L'ambiziosa moglie Maria Paleologa si assicurò in quel frangente il potere. Dopo che gli inviati di Michele VIII accettarono la proposta di unione ecclesiastica di Papa Gregorio X al Secondo Concilio di Lione nell'estate del 1274, divenne una delle principali oppositrici dell'unione. Maria cercò persino di convincere Baybars, il sultano mamelucco d'Egitto, ad attaccare l'Impero bizantino, tentando nel frattempo di assicurare il trono per suo figlio. Giacobbe Svetoslav, tuttavia, vantava una forte pretesa di successione, in quanto sua moglie era una nipote di Ivan Asen II di Bulgaria. Maria dapprima attirò a corte Giacobbe Svetoslav per convincerlo a riconoscere il diritto al trono del figlio, ma in seguito lo fece avvelenare. Fece anche catturare o giustiziare altri nobili, rendendo impopolare il governo di Costantino. Il sovrano paralizzato non poté impedire ai tartari di Nogai di compiere periodiche incursioni di saccheggio contro la Bulgaria. Gli abitanti locali delle regioni più esposte alle incursioni tartare dovettero allestire una difesa adeguata senza il sostegno del monarca.
Il trascinamento dei conflitti, i cui costi risultavano esorbitanti e gli esiti delle lotte infruttuosi, oltre che le ripetute incursioni mongole e l'instabilità economica (Costantino fu il primo sovrano bulgaro a coniare delle proprie monete su vasta scala), gettarono le condizioni ideali per lo scoppio della rivolta di Ivailo nel 1277. Le circostanze socio-economiche relative a questa insurrezione sono state ampiamente dibattute dagli storici marxisti, in virtù delle umili origini di Ivailo, ma le motivazioni che agitarono il popolo bulgaro appaiono variegate. A capo della ribellione si impose infatti un guardiano dei maiali che riuscì a coalizzare numerosi bulgari presumibilmente appartenenti, nel più dei casi, alla classe inferiore. Ivailo seppe estendere la propria influenza su un'area significativa, attirando svariati seguaci. Costantino decise di ostacolare la ribellione e stroncarla, ma non fu capace di arrestare il malcontento e venne ucciso mentre viaggiava sulla sua carrozza.

## Discendenza
Costantino I si sposò tre volte, ma i nomi della prima moglie e dei figli restano sconosciuti. Dalla seconda moglie, Irene di Nicea, Costantino non ebbe alcun discendente. La terza, Maria Cantacuzeno, diede alla luce Michele, il quale succedette al padre come co-imperatore di Bulgaria tra 1277 e 1279.

### Fonti primarie
- Giorgio Acropolita, The History, traduzione di Ruth Macrides, Oxford University Press, 2007, ISBN 978-0-19-921067-1.

### Fonti secondarie
- (BG) Ĭordan Andreev e Milčo Lalkov, Българските ханове и царе [I khan e gli zar bulgari], Veliko Tărnovo, Abagar, 1996, ISBN 954-427-216-X.
- (BG) Dimitar Angelov, Ivan Božilov, Stančo Vaklinov, Vasil Gjuzelev, Kuju Kuev, Petar Petrov, Borislav Primov, Vasilka Tapkova, Genoveva Tsankova, История на България [Storia della Bulgaria], II. Първа българска държава (Il Primo Stato Bulgaro), Sofia, Accademia bulgara delle scienze, 1981.
- (EN) John Van Antwerp Jr. Fine, The Late Medieval Balkans: A Critical Survey from the Late Twelfth Century to the Ottoman Conquest, The University of Michigan Press, 1994, ISBN 0-472-08260-4.
- (EN) Alexandru Madgearu, The Asanids: The Political and Military History of the Second Bulgarian Empire, 1185–1280, Brill, 2016, ISBN 978-9-004-32501-2.
- (EN) Donald M. Nicol, The Last Centuries of Byzantium, 1261–1453, Cambridge University Press, 1993, ISBN 0-521-43384-3.
- (EN, BG) Srdjan Pirivatrić, The Boyana Church Portraits: Contribution to the Prosopography of Sebastokrator Kaloyan, in Bisserka Penkova, Боянската църква между Изтока и Запада в изкуството на християнска Европа [La Chiesa di Boiana fra l'Est e l'Ovest nell'Arte dell'Europa Cristiana], Museo nazionale storico, 2011,  pp. 14-35, ISBN 978-954-91259-7-9.
- (EN) Warren Treadgold, A History of the Byzantine State and Society, Stanford University Press, 1997, ISBN 0-8047-2630-2.
- (EN) István Vásáry, Cumans and Tatars: Oriental Military in the Pre-Ottoman Balkans, 1185–1365, Cambridge University Press, 2005, ISBN 978-11-39-44408-8.